# Geissanthus zakii
Geissanthus zakii är en viveväxtart som först beskrevs av Pipoly, och fick sitt nu gällande namn av Ricketson och Pipoly. Geissanthus zakii ingår i släktet Geissanthus och familjen viveväxter. Inga underarter finns listade i Catalogue of Life.